# Vic Nachtergaele
Vic Nachtergaele (Oudenaarde, 1935) was een Vlaams hoogleraar Romaanse filologie en van 1992 tot 1996 campusrector van de Kortrijkse universiteit KULAK. Hij volgde in deze functie Frans Van Cauwelaert de Wyels op en werd zo de derde campusrector van de KULAK. Hij doceerde onder andere Moderne Franse letterkunde aan de KU Leuven en aan de KULAK.

## Levensloop
Nachtergaele, geboren in het Oost-Vlaamse Oudenaarde en opgegroeid in Waregem, studeerde als oudste van zeven kinderen Romaanse Filologie aan de Katholieke Universiteit Leuven. Eens afgestudeerd gaf hij Frans aan het Sint-Amandscollege te Kortrijk. Vanaf 1965 cumuleerde Nachtergaele zijn lessen in Kortrijk met een opdracht in het Brusselse Institut Marie Haps voor vertalers en tolken. In 1968 werd hij assistent bij Romaanse Filologie aan de KU Leuven.
Na het plotse overlijden van ingenieur Frans Van Cauwelaert, de tweede campusrector van de KULAK, werd Nachtergaele verkozen tot zijn opvolger.
- Bibliothèque nationale de France: cb12117872k (data)
- Gemeinsame Normdatei: 129229571
- International Standard Name Identifier: 0000 0001 1637 9156
- Library of Congress Control Number: nr88011924
- Nationale Bibliotheek van Tsjechië: pna20181013092
- Nationale Bibliotheek van Israël: 987007289092405171
- Nederlandse Thesaurus van Auteursnamen: 074613286
- Système universitaire de documentation: 029583888
- Virtual International Authority File: 49257532
- WorldCat: E39PBJj8Wf6JbmV8j4QmdkTJXd